# Christoph zu Mecklenburg

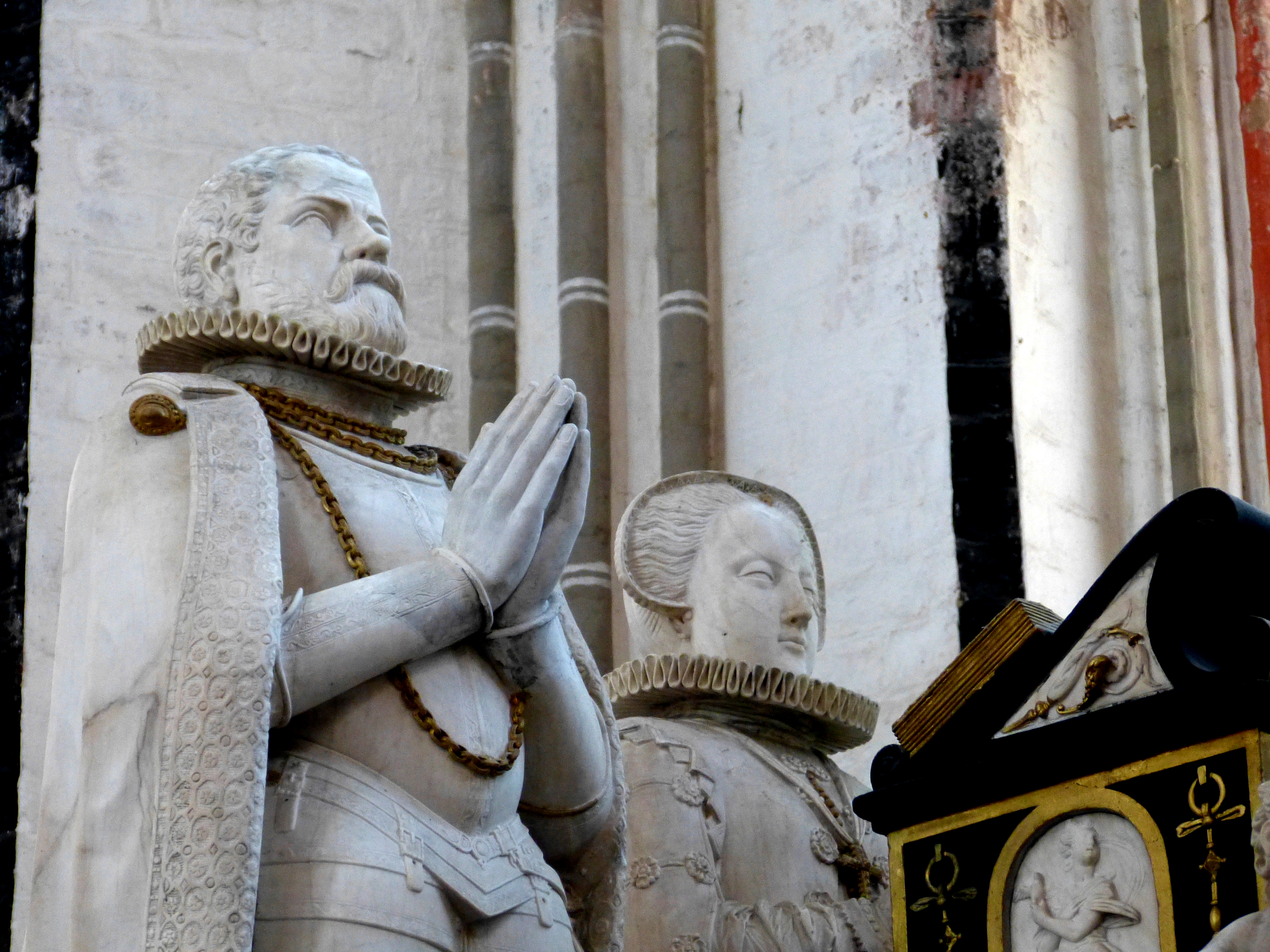
Statue Herzog Christophs und seiner Frau Elisabeth von Schweden, Grabmal von Christoph zu Mecklenburg im Schweriner Dom

Christoph, Herzog zu Mecklenburg (* 30. Juli 1537 in Augsburg; † 4. März 1592 im Kloster Tempzin), Sohn des Herzogs Albrecht VII. zu Mecklenburg [-Güstrow], Administrator zu Ratzeburg und der Komturei Mirow.

## Leben

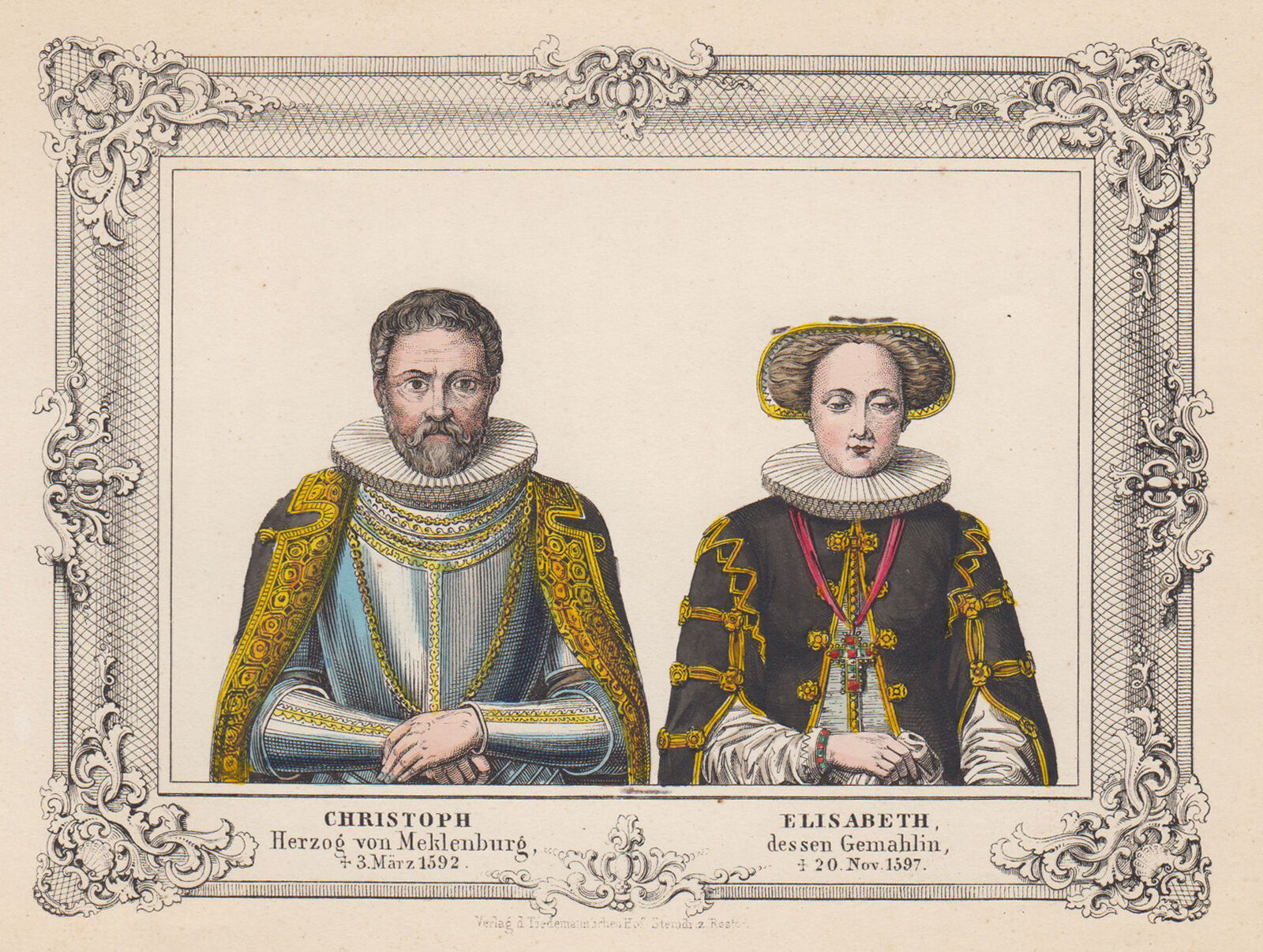
Bild von Christoph und Elisabeth aus Meklenburg in Bildern (1844) von Georg Christian Friedrich Lisch

Auf Betreiben seines älteren Bruders Johann Albrecht I. wurde Christoph 1554 als Siebzehnjähriger vom Ratzeburger Domkapitel zum Nachfolger von Bischof Christoph von der Schulenburg postuliert und war damit der erste lutherische erwählte Bischof im Hochstift Ratzeburg.
1555 wurde er auch Koadjutor des Erzbischofs von Riga, Wilhelm von Brandenburg-Ansbach-Kulmbach, mit dem Recht der Nachfolge. Seine Wahl war umstritten und führte zu bewaffneten Auseinandersetzungen, in deren Verlauf beide am 1. Juli 1556 auf der Burg Kokenhusen gefangengesetzt wurden. 1557 nach Verhandlungen freigelassen und als Koadjutor anerkannt, konnte er jedoch nach Wilhelms Tod 1563 seinen Anspruch auf Nachfolge nicht durchsetzen und wurde in den folgenden Auseinandersetzungen mit Polen erneut gefangen genommen. Er kam erst 1569 frei, nachdem er auf alle seine Ansprüche verzichtet hatte, und kehrte nach Mecklenburg zurück.
Seine erste Frau war Dorothea von Dänemark (* 1528), Tochter von König Friedrich I. Sie heirateten auf Koldinghus am 27. Oktober 1573. Sie starb schon zwei Jahre später im Bischofssitz zu Schönberg des Bistums Ratzeburg am 11. November 1575. Die zweite Frau Elisabeth von Schweden, eine Tochter des Königs Gustav Wasa heiratete er am 7. Mai 1581 in Stockholm. Mit ihr hatte er die Tochter Margarete Elisabeth. Nach Christophs Tod ging sie in ihre Heimat zurück und lebte auf Norrköpingshus. Sie starb in Schweden am 20. November 1597 und wurde im Dom zu Uppsala bestattet. Christoph ist im Dom zu Schwerin bestattet, das von Elisabeth in Auftrag gegebene Grabdenkmal des vor einem Betpult knienden Paares in der nördlichen Kapelle des Umgangs um den Hochchor wurde 1594 bis 1596 von der Werkstatt des flämischen Bildhauers Robert Coppens unterstützt von dem Maler Georg Strachen gefertigt.

## Kinder
- Margarete Elisabeth (* 11. Juli 1584; † 16. November 1616), ⚭ seit dem 9. Oktober 1608 mit Herzog Johann Albrecht II. zu Mecklenburg